# Marcin Wrzos
Marcin Wrzos OMI (ur. 1977) – polski prezbiter Kościoła katolickiego, misjonarz oblat Maryi Niepokalanej. Doktor nauk teologicznych o specjalności misjologia na podstawie pracy: „Główne idee teologiczne polskiego czasopiśmiennictwa misyjnego po II wojnie światowej. Studium misjologiczno – prasoznawcze” pod kierunkiem ks. prof. Jarosława Różańskiego OMI; recenzenci: ks. prof. USz Andrzej Draguła i ks. prof. UKSW Witold Kawecki CSsR - UKSW (2013). Doktor habilitowany nauk teologicznych o specjalności t. środków społecznego (t. komunikacji i mediów) na podstawie monografii: „Misje w polskojęzycznym Internecie. Studium misjologiczno-medioznawcze” – UKSW (2021). Ukończył również studia magisterskie z nauk politycznych i dziennikarstwa na UAM (2008) oraz podyplomowe z polonistyki na UJ (2016) oraz ochrony danych osobowych UKSW (2018).
Autor artykułów dotyczących misji w środkach społecznego przekazu i wykorzystania środków społecznego przekazu na misjach. Bada Internet w kontekście obecności w nim Kościoła, a także dialog międzyreligijny i międzykulturowy.
Autor książek naukowych: „Polskie czasopisma misyjne po II wojnie światowej. Studium misjologiczno-prasoznawcze”, „Bibliografia polskich czasopism misyjnych. Lata 1945–2013” oraz „Oblates missionary press in Europe” (redaktor), „Główne idee teologiczne, historia i funkcje oblackiego czasopiśmiennictwa misyjnego w Polsce (1926–2016)”, „Misje w polskojęzycznym Internecie. Studium misjologiczno-medioznawcze”, a także beletrystycznych: „W trepach na Madagaskarze” i „Goniec konopny”
Redaktor naczelny Wydawnictwa Misjonarzy Oblatów Maryi Niepokalanej „Misyjne Drogi”, które wydaje czasopismo o tej samej nazwie oraz portal internetowy misyjne.pl.
Od 2017 r. członek zarządu Fundacji Pomocy Humanitarnej „Redemptoris Missio” Uniwersytetu Medycznego w Poznaniu. Harcmistrz Związku Harcerstwa Rzeczypospolitej, był członkiem i przewodniczącym Komisji Instruktorskiej w Wielkopolskiej Chorągwi Harcerzy, hufcowym I Poznańskiego Hufca Harcerzy „Warta”, członkiem Rady Naczelnej ZHR (2010-2012). Pomysłodawca i współorganizator akcji: „Misja Szkoła” – projektu humanitarnego finansującego edukację dzieci w krajach Globalnego Południa oraz „Misjonarza na Post” – projektu dotyczącego wsparcia duchowego misjonarzy Polskich. Jest członkiem zarządu Stowarzyszenia Misjologów Polskich. Zajmuje się dialogiem z religiami niechrześcijańskimi, a szczególnie islamem. Razem z imamem Youssefem Chadidem i rabinem Szymonem Zadumińskim jest współtwórcą, ale i pomysłodawcą wydawanego od 2018 roku, „Kalendarza Trzech Religii”. Prowadzi wykłady zlecone na Wydziale Teologicznym UKSW i USz.